# HistoryLink
HistoryLink je internetová encyklopedie zaměřená na historii amerického státu Washington. K únoru 2016 měla více než sedm tisíc článků a v průměru ji navštívilo pět tisíc lidí denně.

## Historie
S původní myšlenkou založení encyklopedie, která by doplnila třísvazkovou publikaci History of King County, Washington od Clarence Bagleye z roku 1929, přišli historici Walt Crowley a Paul Dorpat. Oba si novou encyklopedii představovali jako tištěnou publikaci, Crowleyova manželka ale navrhla, aby byla kvůli lepší dostupnosti a možnosti dalšího rozšíření zpřístupněna online. Z toho důvodu Crowley 10. listopadu 1997 založil History Ink, neziskovou společnost, která HistoryLink dosud zastřešuje.
Samotné webové stránky encyklopedie byly za účelem demonstrace spuštěny 1. května 1998, oficiálně pak 17. ledna 1999. Jejich počáteční financovaní zajišťovaly peněžní dary.
V roce 2003 byl okruh článků rozšířen o historii celého státu, oproti prvotnímu zaměření na město Seattle a okres King.